# Puelche de Cuyo
Puelches de Cuyo. –Skupina američkih Indijanaca, po jednoj klasifikaciji, članovi porodice Huarpean, koje je predhispansko i rano hispansko doba živjelo u argentinskoj provinciji Neuquén, i čileanskom području uz rijeku Maule. Argentinski naziv za ovu grupu Indijanaca je i Puelches Algarroberos, prema njihovom običaju sakupljanja plodova algarrobe. Osim što su sakupljali algarrobu, Puelches de Cuyo su sakupljali i piñon-araukarije, vrsta crnogorice po kojoj su Araukanci dobili ime. U lov na gvanaka i nandua išlo se s bolom, a Indijanci su se služili i lukom i strijelom, i vjerojatno pod utjecajem Araukanaca, kopljem. Puelche de Cuyo su bez sumnje bili kako pod araukanskim, tako i pod utjecajem Inka koji prodiru u ove krajeve za vrijeme Inca Pachacuteca, i kasnije pod hispanskim, nakon čega i nestaju.

## Vanjske poveznice
- San Rafael: History and Legends
- Pehuenches y Puelches